# Dehui
Dehui, tidigare stavat Tehhwei, är en stad på häradsnivå som lyder under Changchuns stad på prefekturnivå i Jilin-provinsen i nordöstra Kina. Den ligger omkring 61 kilometer nordost om provinshuvudstaden Changchun. 